# Сјапича
Сјапича (итал. Siapiccia) је насеље у Италији у округу Ористано, региону Сардинија.
Према процени из 2011. у насељу је живело 362 становника. Насеље се налази на надморској висини од 52 м.

## Становништво
Према резултатима пописа становништва 2011. у општини је живело 370 становника.
| 1931. | 1936. | 1951. | 1961. | 1971. | 1981. | 1991. | 2001. | 2011. |
| ----- | ----- | ----- | ----- | ----- | ----- | ----- | ----- | ----- |
| 407   | 462   | 524   | 552   | 448   | 390   | 412   | 376   | 370   |